# کت

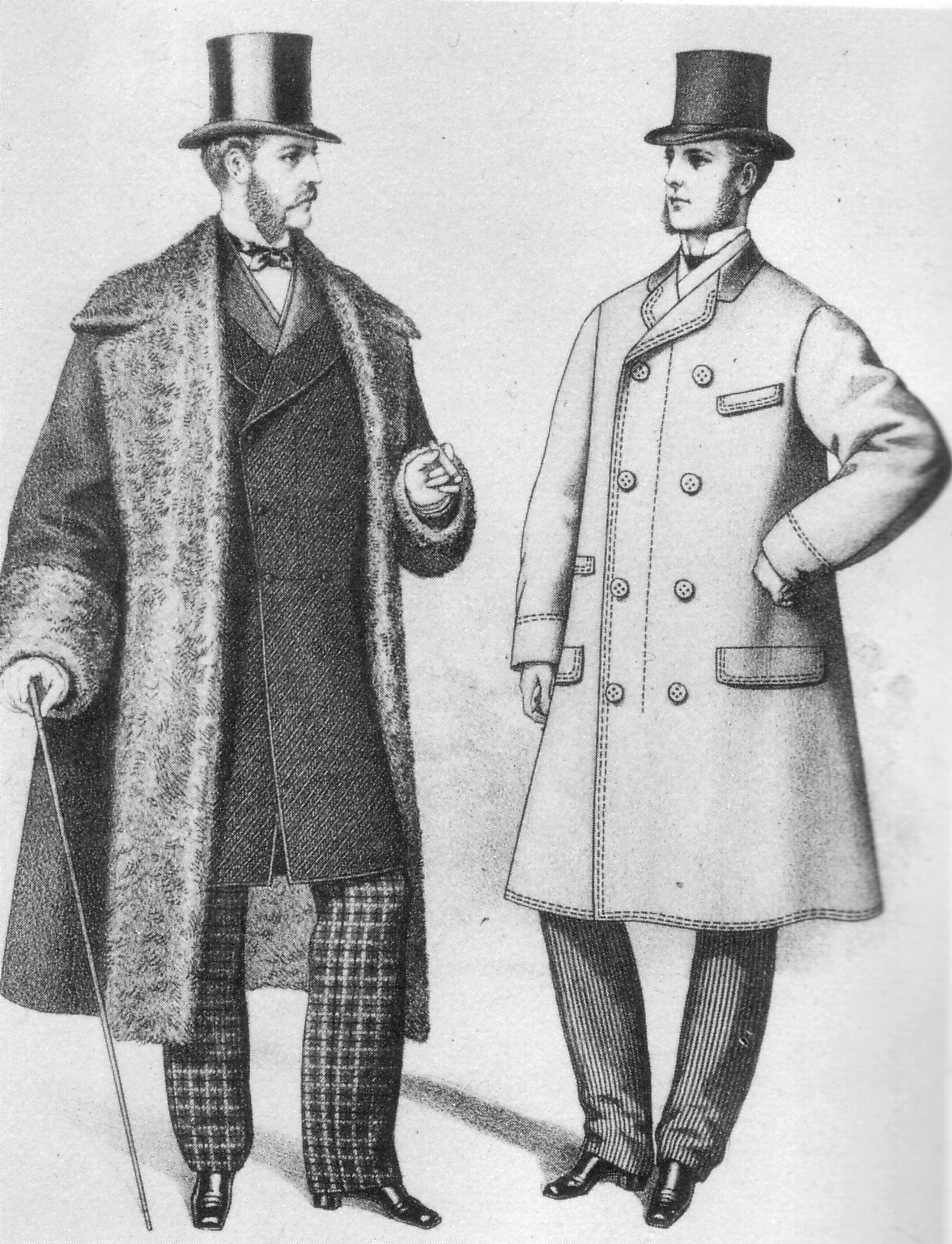

کت پوشاکی است که معمولاً آستین‌های بلند دارد که توسط هر دو جنس انسان (مرد و زن) و با منظور مد و گرمایش استفاده می‌شود.
کت‌ها از سمت جلو باز هستند و توسط تکمه، زیپ، بندهای چسبی، گیره‌های ویژه و کمربندهای مخصوص به هم وصل می‌شوند. برخی از کت‌ها دارای یقه و سردوشی هستند.
رنگ مشکی (سیاه) رسمی‌ترین رنگ برای کت و شلوار می‌باشد.

## تاریخچه
کت یکی از قدیمی‌ترین کلمات رده لباس در زبان انگلیسی است که مدرک آن به قرون وسطی بازمی‌گردد.

## انواع برشها
اختلاف دور قفسه سینه و دور کمر شلوار بر پایه اینچ اصطلاحاً دراپ نام دارد و بین ۲ تا ۸ اینچ است.
دراپ دارای انواع زیر است:
- برش استاندارد یا دراپ ۶، اختلاف دور سینه و دور کمر ۶ اینچ است.
- برش ورزشی یا دراپ ۸، اختلاف دور سینه و دور کمر ۸ اینچ است.
- برش تنومند یا دراپ ۴، اختلاف دور سینه و دور کمر ۴ اینچ است.

## نگارخانه

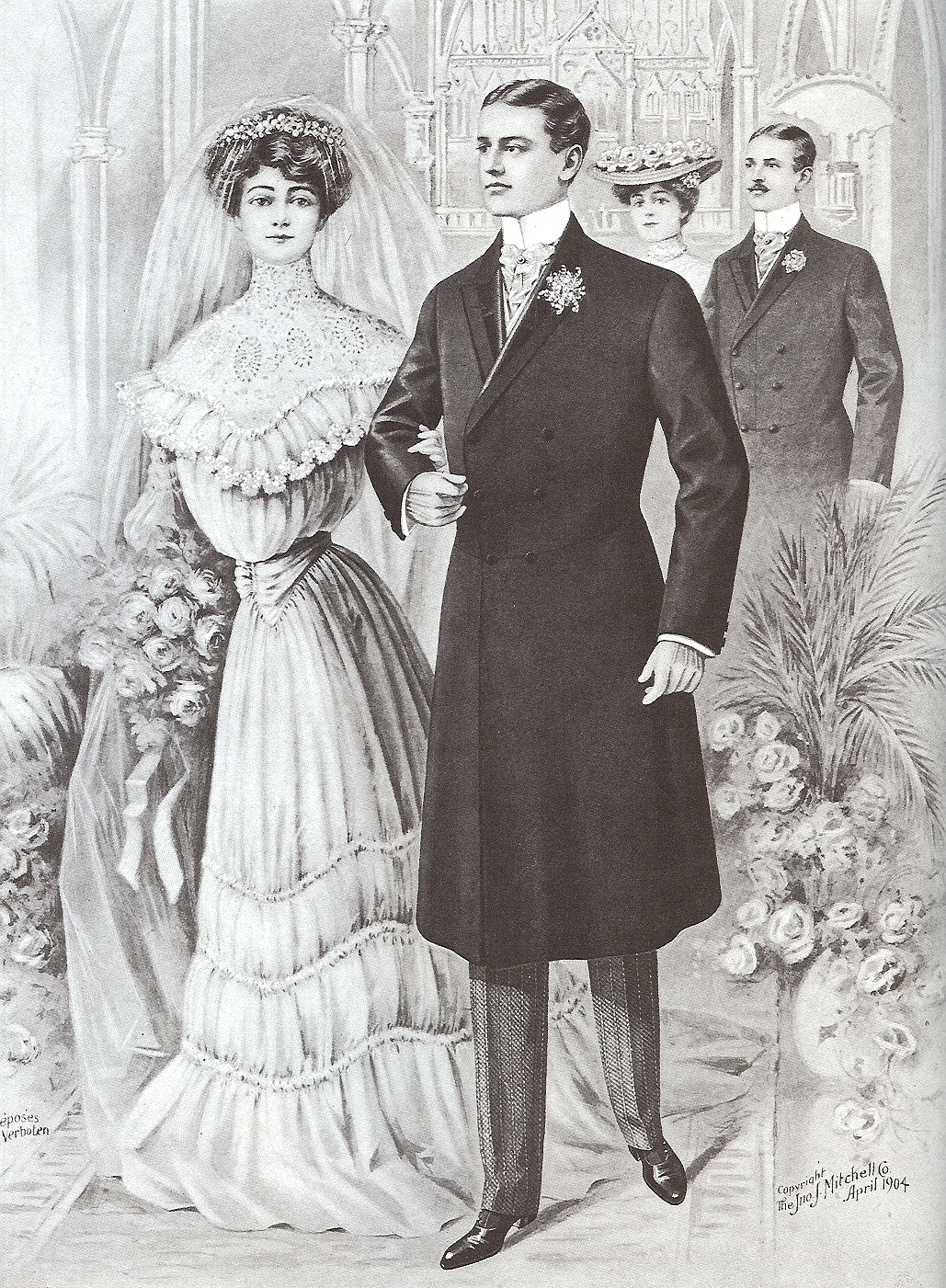
کت فراک
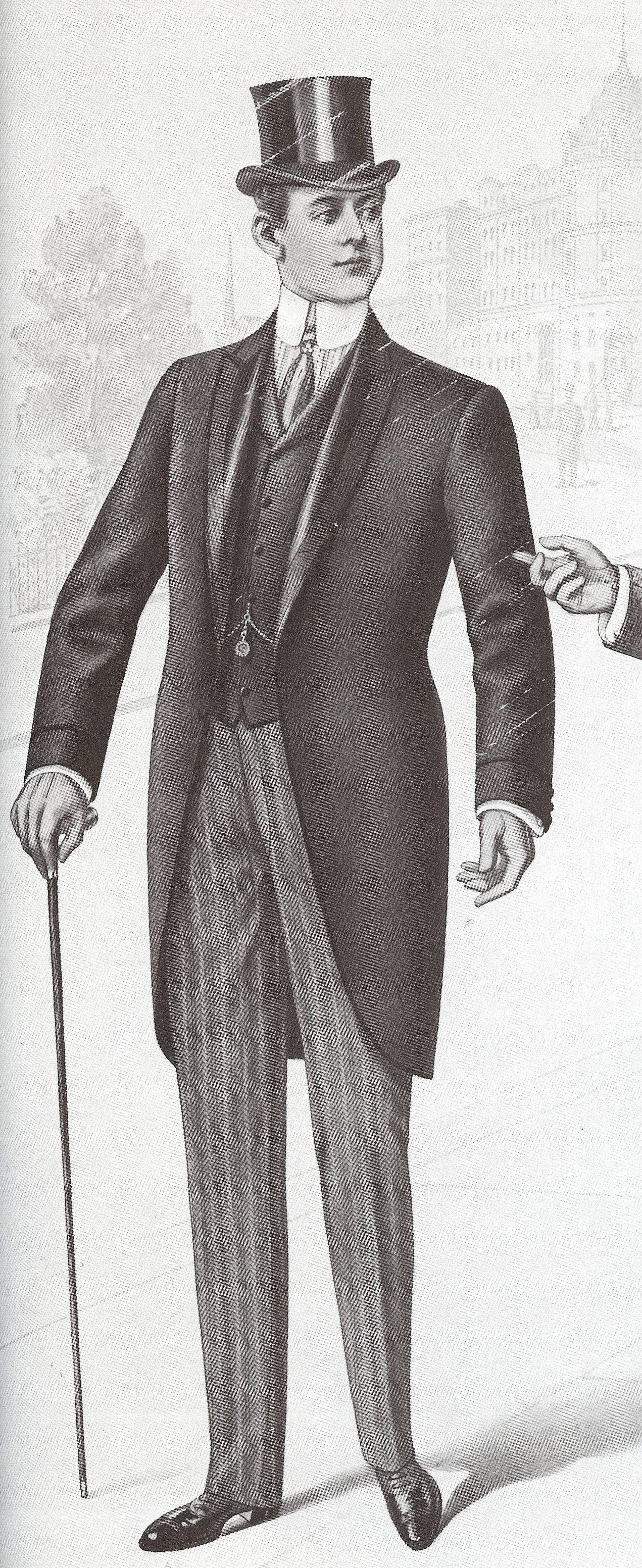
لباس صبحگاهی
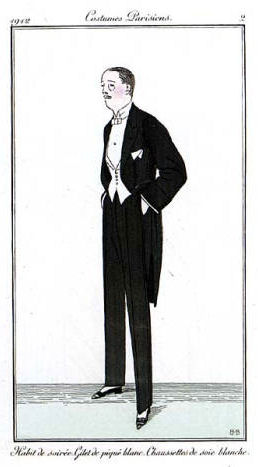
یک نوع کت فرانسوی
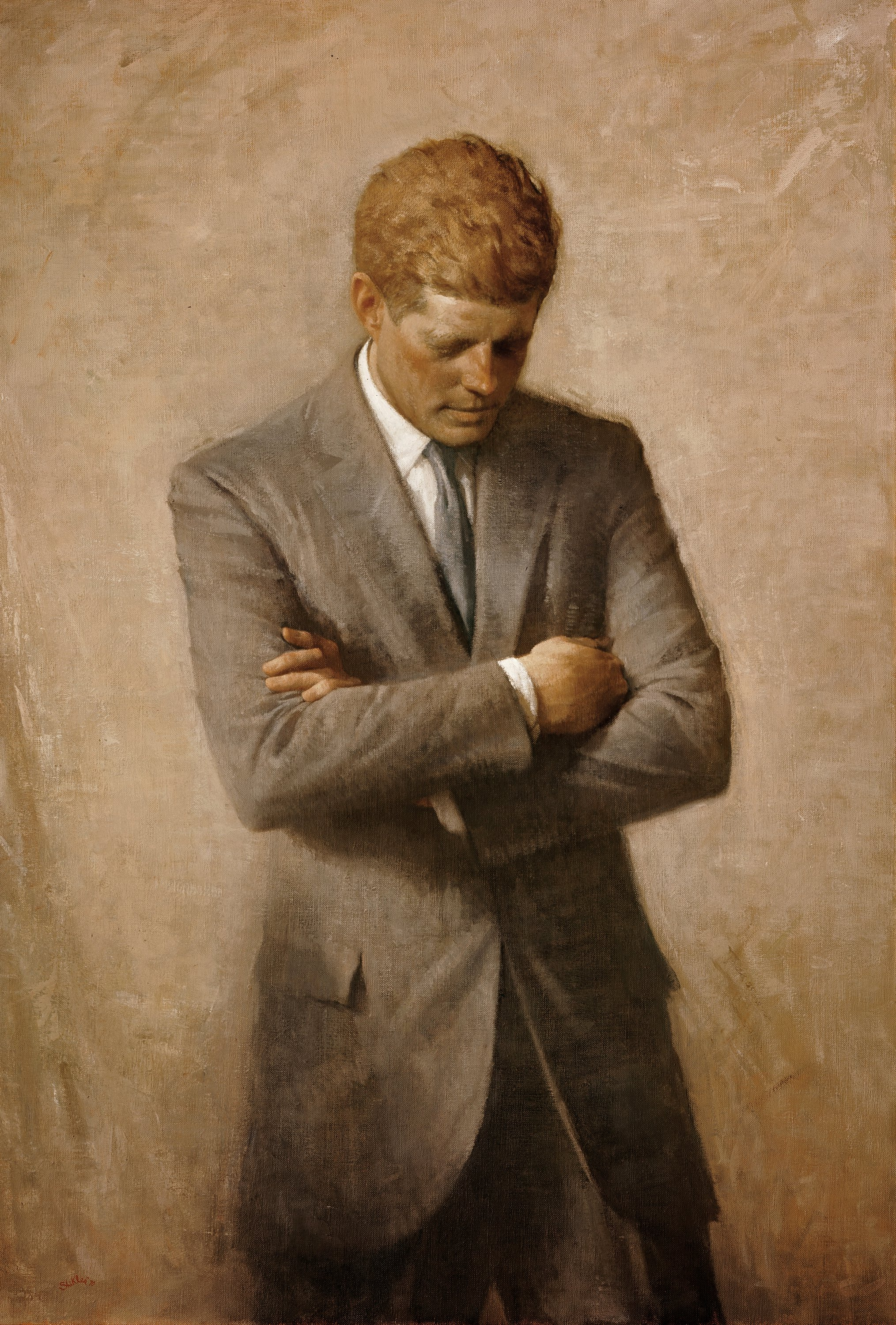
نقاشی جان اف کندی با کت
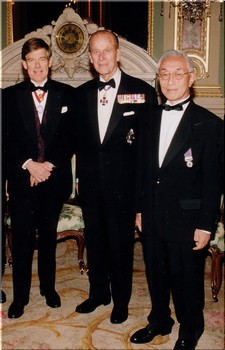
چند مرد که کت پوشیده‌اند
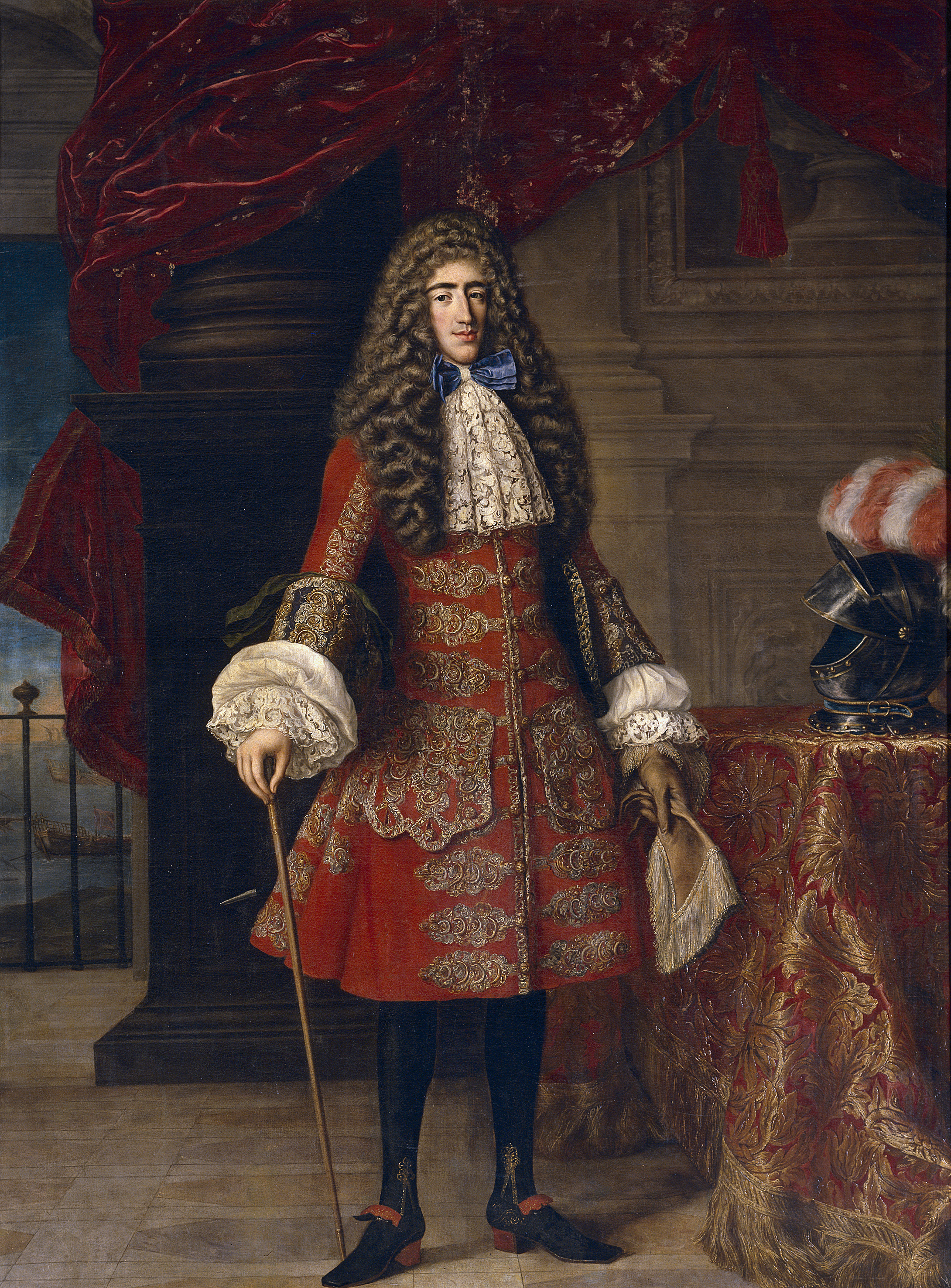
یک نوع کت قرون وسطایی